# 沃格爾山 (汝拉山)
47°22′06″N 7°40′56″E / 47.36833°N 7.68222°E
沃格爾山（Vogelberg），是瑞士的山峰，位於該國西北部，由索洛圖恩州負責管轄，屬於汝拉山的一部分，處於米姆利斯維爾-拉米斯維爾以北，海拔高度1,204米。